# Bombardement du 6 septembre 2023 de Kostiantynivka
Le bombardement du 6 septembre 2023 de Kostiantynivka est survenu dans la matinée du 6 septembre 2023, lorsqu'un missile est tombé sur un marché ouvert du centre-ville de Kostiantynivka, en Ukraine, faisant au moins 17 morts, dont un enfant, et plus de 32 blessés. L'origine du tir est disputée : souvent initialement attribuée aux forces russes,,, l'hypothèse d'un missile de défense anti-aérienne ukrainien retombé accidentellement après avoir raté sa cible semble ensuite émerger,.

## Contexte
La frappe a eu lieu quelques heures seulement après l'atterrissage du secrétaire d'État américain Antony Blinken à Kiev pour rencontrer des responsables ukrainiens.

## Réactions
Le Premier ministre ukrainien Denys Chmyhal a répondu qu'"il y aura une juste rétribution pour tout". Le président ukrainien Volodymyr Zelensky a condamné l'attaque et l'a qualifiée de "totale inhumanité". Il a également déclaré que ceux qui ont été tués étaient "des gens qui n'avaient rien fait de mal".